# منتخب الهند لكرة القدم
منتخب الهند لكرة القدم (بالهندية: भारतीय राष्ट्रीय फुटबॉल टीम) هو يمثل الهند في بطولات كرة القدم الدولية ويديره اتحاد عموم الهند لكرة القدم الذي تأسس عام 1937. تأهل المنتخب الهندي لكأس العالم في عام 1950، لكنه انسحب منها لرفض الفيفا طلبه باللعب حفاة الأرجل وبدون أحذية كرة قدم. شاركت الهند في ثلاث نسخ من كأس آسيا، أوّلها في سنة 1964 في فلسطين وفي سنة 2011 في قطر وفي العام 2019 في الإمارات.

## وصلات خارجية
- قائمة بيانات المنتخب من الموقع الرسمي للفيفا باللغة العربية